# Sensemaking
El término sensemaking (dar sentido) alude al proceso por el cual una persona da sentido al mundo que percibe. En la actualidad, se considera este proceso en diversas áreas de conocimiento. La idea ya se mencionaba desde los años setenta, y fueron los primeros estudios de sensemaking los realizados por Karl Weick, relativos a estudios de organizaciones, y por Brenda Dervin, en la ciencias de la información. Se ha empleado el concepto en diferentes ciencias interdisciplinares, como la ciencia cognitiva (en especial, en psicología sociológica). Se denomina sensemaking, a veces, al proceso de adquisición de conciencia situacional en situaciones de incertidumbre.